# Zooxanthellae

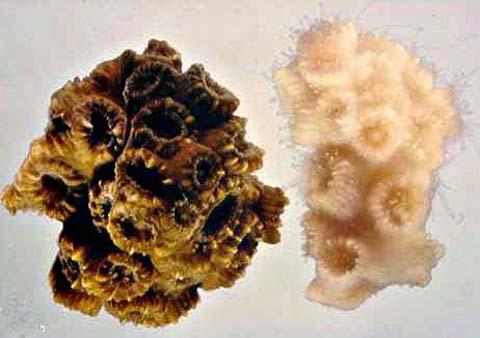
Normal och blekt korall

Zooxanthellae är en guldbrun intracellulär alg som lever i symbios med olika marina djur och protozoer. De är för det mesta dinoflagellater men kan också vara andra sorters alger som diatomer. De är ofta introducerade i värden via intagande av föda varefter den förökar sig i värdens vävnader och förser den med olika näringsämnen. Dess antal begränsas av tillgången på mat och ljus. Zooxanthellae kan också spridas via korallers ägg. Många zooxantheller är dinoflagellater eller kiselalger. Zooxanthellae tillgodoser upp till 95 % av korallernas energibehov.
Hermatypiska koraller har zooxanthellae och är mycket beroende av dem, som begränsar deras placering till ljusstarka områden. Denna symbiotiska relation är troligen ansvarig för den fenomenala framgången för koraller som revbyggande organismer i tropiska vatten.
Andra organismer som har zooxanthellae är svampdjur, maneter, musslor, nakensnäckor och radiolarier. Det finns flera olika arter av zooxanthellae som är grupperade under släktet Symbiodinium.

## Korallblekning
Korallblekning är när zooxanthellae dör och symbiosen bryts, effekten av detta blir vita och döda korallrev. Korallblekning är därför det största hotet mot korallreven. Den globala uppvärmningen orsakad av den förhöjda växthuseffekten utgör ett stort problem för världshavens korallrev. Korallblekning uppstår då den livsnödvändiga och symbiotiska organismen, zooxantellen, inte längre förmår att genom fotosyntes alstra energi genom solljus. Detta fenomen uppstår då den abiotiska miljön stressar zooxanthellae. 

### Problem
- Känsliga för temperaturförändringar, zooxanthellae har svårt att klara sådana stressfaktorer.[2]
- Försurning CO2 kommer ner i vattnet och då bildas kolsyra (vätekarbonat) och det försurar vattnen solstrålning och främst UV-spektrumet.
- Herbicider, bekämpningsmedel.
- Förhöjda havsvattennivåer på grund av global uppvärmning och positiv feedback mekanism.